# Pachynectes
Pachynectes is een geslacht van kevers uit de familie  waterroofkevers (Dytiscidae).
Het geslacht is voor het eerst wetenschappelijk beschreven in 1903 door Régimbart.

## Soorten
Het geslacht omvat de volgende soorten:
- Pachynectes costulifer (Régimbart, 1903)
- Pachynectes hygrotoides (Régimbart, 1895)
- Pachynectes mendax Guignot, 1960